# 325973 Cardinal
325973 Cardinal este o planetă minoră (asteroid) din centura de asteroizi. A fost descoperită pe 29 august 2005 la Mauna Kea de David D. Balam. 
Obiectul prezintă o orbită caracterizată de o semiaxă mare de 2,7679462529122 UAi, o excentricitate de 0,2, o înclinație de 7,8 ° în raport cu ecliptica.